# Thizy (Rhône)
Pour les articles homonymes, voir Thizy.
Thizy est une ancienne commune française, située dans le département du Rhône en région Rhône-Alpes. Depuis le 1er janvier 2013, elle est une commune déléguée de la commune nouvelle de Thizy-les-Bourgs.

## Géographie
Située sur un éperon rocheux, elle se trouve à une vingtaine de kilomètres de Roanne et à 67 km de Lyon. Elle s'étend sur un territoire de seulement 194 ha, au-dessus de celui de Bourg-de-Thizy.

## Politique et administration

### Administration municipale
| Période | Période  | Identité       | Étiquette | Qualité |
| ------- | -------- | -------------- | --------- | ------- |
| 2014    | En cours | Suzanne Auguet |           |         |
| 2013    | 2014     | Monique Borot  |           |         |

### Intercommunalité
De 1994 à 2012, Thizy fait partie de la communauté de communes du Pays d'Amplepuis Thizy.

### Juridictions
La commune est située dans le ressort du Tribunal de commerce de Villefranche-Tarare.

## Population et société

### Démographie
L'évolution du nombre d'habitants est connue à travers les recensements de la population effectués dans la commune depuis 1793. À partir du 1er janvier 2009, les populations légales des communes sont publiées annuellement dans le cadre d'un recensement qui repose désormais sur une collecte d'information annuelle, concernant successivement tous les territoires communaux au cours d'une période de cinq ans. 
Pour les communes de moins de 10 000 habitants, une enquête de recensement portant sur toute la population est réalisée tous les cinq ans, les populations légales des années intermédiaires étant quant à elles estimées par interpolation ou extrapolation. Pour la commune, le premier recensement exhaustif entrant dans le cadre du nouveau dispositif a été réalisé en ,.
En 2006, la commune comptait 2 456 habitants.
| 1806  | 1821  | 1831  | 1836  | 1841  | 1846  | 1851  | 1856  | 1861  |
| ----- | ----- | ----- | ----- | ----- | ----- | ----- | ----- | ----- |
| 1 055 | 1 387 | 1 527 | 1 611 | 1 595 | 2 796 | 2 678 | 2 801 | 2 766 |

| 1866  | 1872  | 1876  | 1881  | 1886  | 1891  | 1896  | 1901  | 1906  |
| ----- | ----- | ----- | ----- | ----- | ----- | ----- | ----- | ----- |
| 2 928 | 3 089 | 3 315 | 4 078 | 4 537 | 4 878 | 4 892 | 4 797 | 4 856 |

| 1911  | 1921  | 1926  | 1931  | 1936  | 1946  | 1954  | 1962  | 1968  |
| ----- | ----- | ----- | ----- | ----- | ----- | ----- | ----- | ----- |
| 4 780 | 4 266 | 4 487 | 4 357 | 4 136 | 3 658 | 4 021 | 3 787 | 3 793 |

| 1975  | 1982  | 1990  | 1999  | 2006  | - | - | - | - |
| ----- | ----- | ----- | ----- | ----- | - | - | - | - |
| 3 775 | 3 351 | 2 855 | 2 483 | 2 456 | - | - | - | - |

Au dernier recensement de 2011, Thizy comportait 2 456 habitants et fait partie depuis le 1er janvier 2013 de la commune nouvelle de Thizy-les-Bourgs regroupant 6 373 habitants.

### Jumelage
Depuis 1969, Thizy est jumelée avec Fürth (Odenwald) en Allemagne. Des échanges scolaires initiés par les professeurs des collèges des deux communes ont permis à de nombreuses personnes de maîtriser les deux langues. Plusieurs couples bi-nationaux sont issus de ces échanges.

## Culture locale et patrimoine

### Lieux et monuments

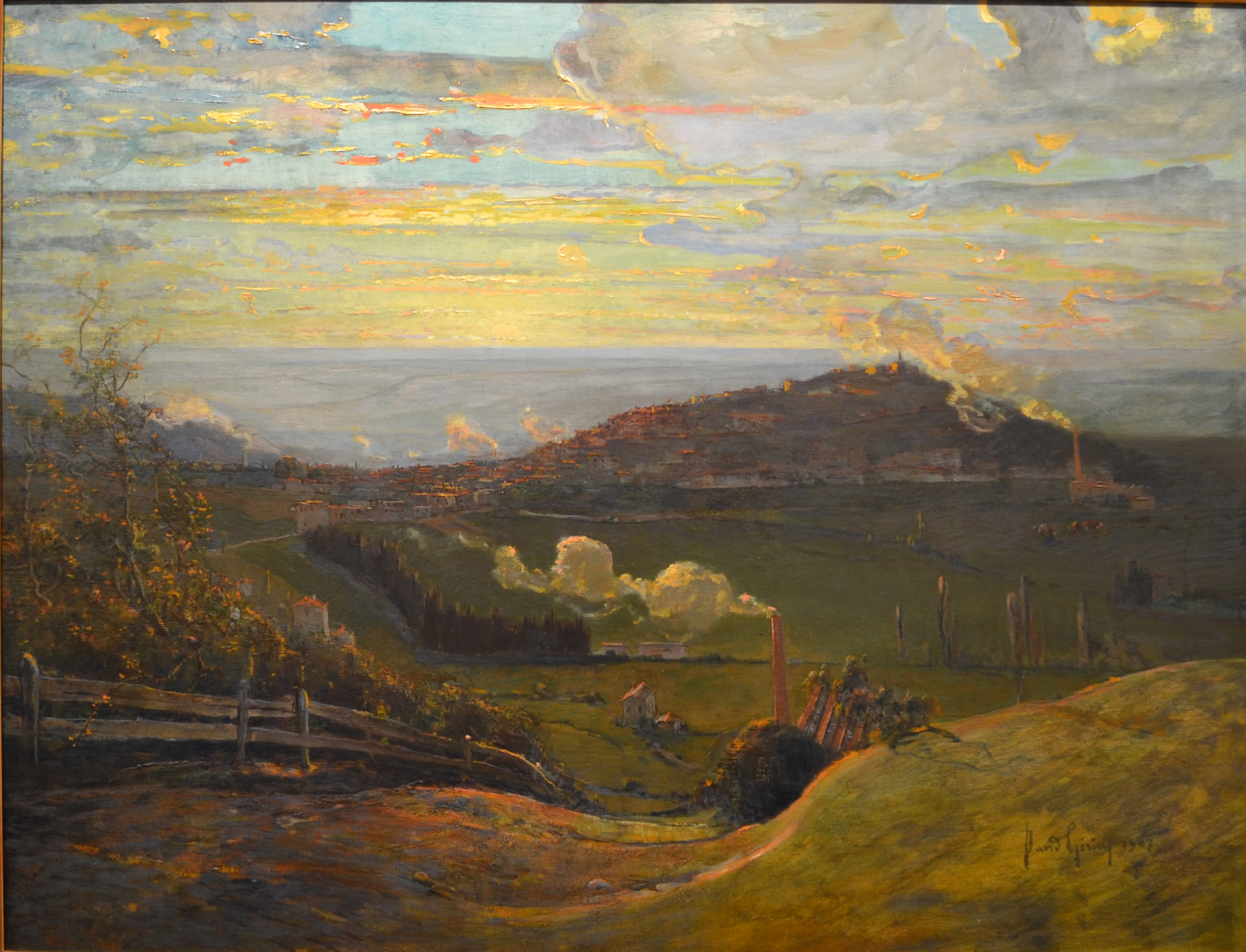
David-Eugène Girin, Thizy, 1907. Musée Paul-Dini de Villefranche-sur Saône

- La chapelle Saint-Georges, est une ancienne église classée monument historique par l'arrêté du 4 mars 1977.

- Le château du XIe siècle, détruit dont il ne reste que la citerne et la chapelle Saint-Georges[7].
- L'église Notre-Dame, construite en deux temps par Sainte-Marie Perrin puis Robert Giroud  : l’essentiel du bâtiment entre 1877 et 1881, la façade et le clocher entre 1923 et 1929.

En 1935, Notre-Dame de Thizy fut dotée d’un orgue. En 1745 Charles-Joseph Riepp le crée pour le couvent des Bernardines à Dole (Jura). En 1786 François Callinet le restaure. En 1806, l'instrument réapparaît dans l'église de l’hôpital de la Charité de Lyon. Michel-Merklin lui donne ensuite sa disposition en deux buffets. À la suite de la destruction de l'église en 1934, l'orgue est installé à Thizy en 1935. Edouard Ruche reconstruit la partie instrumentale en 1935-1936 à partir des éléments anciens. Cette partie instrumentale est classée en 1988. En 1992, une restauration est effectuée par la Manufacture Languedocienne de Grandes Orgues de Georges Danion.

### Espaces verts et fleurissement
En 2014, la commune de Thizy bénéficie du label « ville fleurie » avec « une fleur » attribuée par le Conseil national des villes et villages fleuris de France au concours des villes et villages fleuris.

### Personnalités liées à la commune
- Jean-Marie Roland de La Platière (1734 - 1793), économiste et homme d'État français, ministre de l'intérieur de mars 1792 à janvier 1793, est né dans une maison dite la Platière qui, si elle faisait alors partie de Marnand, fait à présent partie de Thizy.
- Etienne Mulsant (1797-1880), entomologiste et bibliothécaire français, est né dans la maison dite la Platière.
- Félix Lachize (1859-1921), homme politique français, y est né.
- Pierre Chevenard (1888 - 1960), professeur et ingénieur civil français, membre de l'Académie des sciences, y est né.
- Auguste Pinton (1901 - 1984), homme politique français, maire de Thizy de 1965 à 1977.
- Maurice Montet (1905 - 1997), peintre français, y a vécu une grande partie de sa vie.
- Adrien Scheider (1909 - 1995), homme politique français, y est né.
- Suzanne Baderou (née en 1912), collectionneuse qui avec son mari Henri a laissé au musée des beaux-arts de Rouen plus de 250 tableaux et 4 000 dessins anciens, y est née.
- André Dubois (1931 - 2004),  historien de l'art, collectionneur d'art et peintre, y est né.
- Liliane Vaginay (née en 1941), femme politique française, ancienne maire de Sevelinges, y est née.
- Jean Auroux (né en 1942), homme politique français, maire de Roanne de 1977 à 2001, ministre de 1981 à 1986 et auteur des lois Auroux, y est né.
- Michel Mercier (né en 1947), homme politique français, maire de Thizy de 1977 à 2001, ministre de l'Espace rural et de l'Aménagement du territoire de juin 2009 à novembre 2010, puis garde des sceaux, ministre de la justice et des libertés jusqu'au 15 mai 2012. Maire de la commune nouvelle de Thizy-les-Bourgs depuis le 5 janvier 2013.